# Petrolina Social Futebol Clube
Il Petrolina Social Futebol Clube, noto anche semplicemente come Petrolina, è una società calcistica brasiliana con sede nella città di Petrolina, nello stato del Pernambuco.

## Storia
Il club è stato fondato l'11 novembre 1998. Ha partecipato al Campeonato Brasileiro Série C nel 2008, dove è stato eliminato alla prima fase, e al Campeonato Brasileiro Série D nel 2012, dove è stato eliminato alla prima fase. Il Petrolina ha vinto il Campeonato Pernambucano Série A2 nel 2001, nel 2010 e nel 2018.

## Palmarès

### Competizioni statali
- Campeonato Pernambucano Série A2: 3

2001, 2010, 2018